# Capaware
Capaware fue una iniciativa del Gobierno de Canarias para su uso como visor 3D propio en temas de gestión de emergencias comenzada en 2007. Este proyecto se liberó con el propósito de fomentar el desarrollo del software libre en Canarias. Capaware permitía la interacción con terrenos virtuales 3D con precisión cartográfica, y se distribuye bajo licencia GNU GPL. Permitía acceder a información que cumplan la especificaciones del OGC.
Capaware se desarrolló en lenguaje de programación C++, con lo que la suavidad en el movimiento mejoraba a otras implementaciones en lenguajes de más alto nivel pero más 'lentos'. Capaware utiliza OpenSceneGraph como motor gráfico, otra iniciativa de software libre logrando tasas de frames por segundo elevadas. Capaware posee además una arquitectura de plugins que le permite crecer en funcionalidades a medida que se le añadían nuevas extensiones.